# Yuvan Shankar Raja
 (mai 2012).
Si vous disposez d'ouvrages ou d'articles de référence ou si vous connaissez des sites web de qualité traitant du thème abordé ici, merci de compléter l'article en donnant les références utiles à sa vérifiabilité et en les liant à la section « Notes et références ».
Yuvan Shankar Raja (tamoul: யுவன் சங்கர் ராஜா) est un compositeur et chanteur indien né le 31 août 1979 à Chennai, Tamil Nadu, Inde. Il est surtout marqué par les chansons des films tamouls et telugu. Il est le fils du très célèbre compositeur Ilayaraja et le frère du compositeur Karthik Raja (en) et de la chanteuse Bhavatharini (en).
Sa carrière musicale a débuté en 1996, à 16 ans, quand il a composé la musique du film Aravindhan. Après une lutte initiale, il a tenté sa chance avec la bande Thulluvadho Ilamai (2001), et a évolué comme l'un des compositeurs du cinéma tamoul les plus pris du milieu des années 2000
En l'espace de 14 ans, Yuvan Shankar Raja a travaillé sur plus de 85 films. Considéré comme un compositeur polyvalent, il s'efforce souvent pour des musiques différentes et novatrices et a exploré et utilisé des éléments de différents genres dans ses compositions qui vont du folk au métal lourd. Il est particulièrement connu pour son utilisation des éléments de la musique occidentale dans ses pièces et souvent crédité d'avoir introduit le hip-hop dans les films tamoul et l'industrie de la musique et avoir commencé à «l'ère de remixes" dans le Tamil Nadu. Être immensément populaire parmi la jeune génération, il est fréquemment désigné comme le "Rockstar", et le «Icône du Tamil Youth Film Music". En outre, Yuvan Shankar Raja est reconnu pour son score de fond dans les films (réenregistrement) qui ont récupéré la distinction parmi les critiques.
Il a remporté deux Filmfare Awards, le prix du meilleur compositeur musical en 2004 pour son score dans le film "7g Rainbow Colony" à 25 ans, reste le plus jeune vainqueur de la sentence, et le Prix Spécial du Jury en 2009 pour son "Oy" le Telugu musicale! D'ailleurs, il a reçu deux nominations pour les Filmfare Awards, l'un du Tamil Nadu Film Award national en 2006 et le Prix du Festival International du Film de Chypre en 2006 pour le film RAAM, devenant ainsi le premier compositeur et l'unique indien gagnant.

## Biographie
Né le 31 août 1979, à Chennai, en Inde dans une famille tamoule, Yuvan Shankar Raja est le plus jeune des trois enfants du compositeur et musicien du film Ilaiyaraaja et sa femme. Il est le frère cadet du musicien Karthik Raja et de la chanteuse Bhavatharini. Yuvan a avoué que son frère Karthik Raja est plus talentueux que lui, mais n'a pas obtenu une pause réussie dans l'affaire de la musique, car il n'a pas obtenu une «bonne équipe pour travailler avec". Son père ainsi que son frère et sa sœur ont chanté beaucoup de chansons sous sa direction.
Réalisateur et compositeur des films Gangai Amaran et RD Bhaskar sont ses oncles et leurs fils Venkat Prabhu, Premji Amaran et Parthi Bhaskar, qui travaillent dans l'industrie du film tamoul ainsi, sont ses cousins. Par ailleurs, Yuvan Shankar et les deux fils de Gangai Amaran, s'associent souvent les uns avec les autres et ont souvent travaillé ensemble, dont les résultats ont été très fructueuses. Les films de Venkat Prabhu  ont eu toute la partition musicale de Yuvan, tandis que Premji lui avait aidé, étant compositeur de la musique pendant quelques années avant de devenir un compositeur indépendant. Ces deux ont chanté plusieurs chansons sous la direction de Yuvan Shankar Raja.
Yuvan Shankar a fait ses études à "St. Bede's Anglo Indian Higher Secondary School" à Chennai, et a interrompu sa formation après sa dixième classe (2nd pour nous). Il a commencé à apprendre la musique par le professeur Jacob, à suivre des cours de piano à "Musée Musical" à Chennai, qui est affiliée à Trinity College, à Londres. Yuvan Shankar Raja a déclaré qu'il a toujours voulu devenir pilote pour pouvoir faire des voyages "tout autour du monde», mais comme il a grandi "avec de la musique autour de lui», il devint finalement un musicien. Il admire le travail de son père et d'autres compositeurs tels que S. D. Burman, MS Viswanathan et Naushad et la voix des chanteurs Lata Mangeshkar, Asha Bhosle, PB et P. Susheela Sreenivas.

## Filmographie
- 1997 : Aravindhan
- 1998 : Velai
- 1998 : Kalyana Galatta
- 1999 : Poovellam Kettuppar
- 1999 :  Unakkaga Ellam Unakkaga
- 1999 : Rishi
- 1999 : Dheena
- 2001 : Thulluvadho Ilamai
- 2001 : Manadhai Thirudivittai
- 2001 : Nandha
- 2002 : Seshu
- 2002 : Malli Malli Chudali
- 2002 : Junior Senior
- 2002 : Kadhal Samrajyam
- 2002 : April Maadhathil
- 2002 : Bala
- 2002 : Mounam Pesiyadhe
- 2002 : Punnagai Poove
- 2002 : Pop Carn
- 2003 : Winner
- 2003 : Kaadhal Kondein
- 2003 : Pudhiya Geethai
- 2003 : Thennavan
- 2003 : Kurumbu
- 2003 : Pudhukottaiyilirundhu Saravanan
- 2003 : Five by Four
- 2004 : Ullam
- 2004 : Aethiree
- 2004 : Perazhagan
- 2004 : 7G Rainbow Colony
- 2004 : Manmadhan (film)
- 2004 : Bose
- 2004 : Adhu
- 2005 : Raam
- 2005 : Arinthum Ariyamalum
- 2005 : Daas
- 2005 : Thotti Jaya
- 2005 : Oru Kalluriyin Kathai
- 2005 : Kanda Naal Mudhal
- 2005 : Sandakozhi
- 2005 : Kalvanin Kadhali
- 2005 : Agaram
- 2005 : Pudhupettai
- 2006 : Happy
- 2006 : Pattiyal
- 2006 : Raam
- 2006 : Azhagai Irukkirai Bayamai Irukkirathu
- 2006 : Vallavan
- 2006 : Kedi
- 2006 : Thimiru
- 2006 : Paruthiveeran
- 2006 : Thaamirabharani
- 2007 : Deepavali
- 2007 : Chennai 600028
- 2007 : Yaaradi Nee Mohini
- 2007 : Parattai Engira Azhagu Sundaram
- 2007 : Raju Bhai
- 2007 : Satham Podathey
- 2007 : Thottal Poo Malarum
- 2007 : Kannamoochi Yenada
- 2007 : Kattradhu Thamizh
- 2007 : Vel
- 2007 : Machakaaran
- 2007 : Billa
- 2008 : Vaazhthugal
- 2008 : Saroja
- 2008 : Aegan
- 2008 : Silambattam
- 2009 : Kunguma Poovum Konjum Puravum
- 2009 : Siva Manasula Sakthi
- 2009 : Sarvam
- 2009 : Vaamanan
- 2009 : Muthirai
- 2009 : Oy!
- 2009 : Yogi
- 2009 : Paiyaa
- 2009 : Theeradha Vilaiyattu Pillai
- 2010 : Goa (en)
- 2010 : Striker
- 2010 : Baana Kaathadi
- 2010 : Kaadhal Solla Vandhen
- 2010 : Thillalangadi
- 2010 : Naan Mahaan Alla
- 2010 : Boss Engira Bhaskaran
- 2010 : Pathinaaru
- 2011 : Pesu
- 2011 : Kadhal 2 Kalyanam
- 2011 : Vaanam
- 2011 : Avan Ivan
- 2011 : Aaranya Kaandam
- 2011 : Mankatha
- 2011 : Jai
- 2011 : Kazhugu
- 2011 : Rajapattai
- 2011 : Vettai
- 2012 : Mr. Nookayya
- 2012 : Billa II
- 2012 : Dhenikaina Ready
- 2012 : Aadhi Bhagavan
- 2012 : Aadhalal Kadhal Seiveer
- 2012 : Biriyani
- 2019 : Super Deluxe

## Discographie
- 1999 : The Blast

## Récompenses
- 2004 : Filmfare Awards South pour 7G Rainbow Colony
- 2006 : Cyprus International Film Festival Award pour Raam [1],[2]
- 2006 : Prix du meilleur compositeur de musique de film décerné par l'État du Tamil Nadu pour Pattiyal
- 2007 : Aananda Vikatan Best Composer of the Year Award[3]
- 2007 : Cinema Rasigargal Sangam Best Music Director Award for Billa [4]
- 2007 : CJA Cine Critics' Best Music Director Award for Kattradhu Thamizh [5],[6]
- 2008 : GV South Indian Cinematographers Association (SICA) Best Music Director Award[7]
- 2007 et 2008 : Isaiyaruvi Tamil Music Awards[8],[9]
  - Isaiyaruvi Album de l'année 2007 - Paruthiveeran (2007)
  - Isaiyaruvi Meilleure chanson "populaire" - "Oororam Puliyamaram" (Paruthiveeran) (2007)
  - Miranda "Crazy Song" de l'année - "Saroja Saamaan Nikalo" (Chennai 600028) (2007)
  - Isaiyaruvi Sensational Youth Album - Silambattam (2008)
  - Crazy Song de l'année 2009 - "Where Is The Party" (Silambattam) (2008)
  - Isaiyaruvi Meilleure Remix Song de l'année 2008 - "Vechikkava" (Silambattam) (2008)
- Jayam Charitable Trust Film Music Awards[10],[11]
  - Best Sensational Musician (2007)
  - Prix Spécial du Meilleur chanteur de l'année pour "Arabu Naade" tirée du film Thottal Poo Malarum (partagée avec Haricharan) (2007)
- Medimix-Dinakaran Prix du Meilleur Compositeur pour le film Manmadhan (2004) [12]
- Spell Bound Prix du Meilleur Compositeur pour le film Vallavan (2006)